# (466388) 2013 SO42
(466388) 2013 SO42 es un asteroide perteneciente al cinturón de asteroides, descubierto el 30 de agosto de 2009 por el equipo Spacewatch desde el Observatorio Nacional de Kitt Peak (Arizona, Estados Unidos).